# Xiangyun (köping)
Xiangyun (kinesiska: 祥云, 祥云镇) är en köping i Kina. Den ligger i provinsen Henan, i den centrala delen av landet, omkring 62 kilometer väster om provinshuvudstaden Zhengzhou. Antalet invånare är 48 714. Befolkningen består av 24 417 kvinnor och 24 297 män. Barn under 15 år utgör 19,0 %, vuxna 15-64 år 71 %, och äldre över 65 år 8,0 %.
Genomsnittlig årsnederbörd är 617 millimeter. Den regnigaste månaden är juli, med i genomsnitt 126 mm nederbörd, och den torraste är december, med 4 mm nederbörd.